# Graffiti (ストレイテナーの曲)
「Graffiti」（グラフィティ）は、ストレイテナーの23枚目のシングル。2020年4月8日にユニバーサルミュージックから発売された。

## 概要
配信限定シングル「スパイラル」より約1年、CDシングルとしては前作「The Future Is Now/タイムリープ」から約2年ぶりとなるリリース。初回盤には、2019年10月に行われた東京・日比谷野外大音楽堂での初ワンマンライブ「ストレイテナー "Fessy"」の模様が収録されているDVDが付属。また購入者特典として2020年5月29日の「ONE-MAN LIVE テナモバ presents STRAIGHTENER MANIA」なんばHatch公演のチケット抽選先行予約のシリアルコードが封入されている。

## チャート成績
オリコンチャートにて初動売上で前作「The Future Is Now/タイムリープ」 の累計売上を上回る4,044枚を売り上げ「SIX DAY WONDER」、「Lightning」、「Man-like Creatures」に並ぶ自己最高タイの週間8位を獲得、また同オリコンの週間ROCKシングルランキングにて週間1位を獲得した。

## 収録内容

### CD
全曲作詞・作曲：ホリエアツシ
1. Graffiti
2. Parody
3. Graffiti-instrumental-
4. Parody-Instrumental-

### DVD
ONE-MAN LIV"Fessy" 2019.10.19 at 日比谷大音楽堂
1. BRAND NEW EVERYTHING
2. シーグラス
3. DONKEY BOOGIE DODO
4. Tornado Surfer
5. A LONG WAY TO NOWHERE
6. TRAVELING GARGOYLE
7. TODAY
8. 吉祥寺
9. 月に読む手紙
10. 彩雲
11. TOWER
12. 灯り
13. WISH I COULD FORGET
14. FREE ROAD
15. スパイラル